# Distretto di Martuni

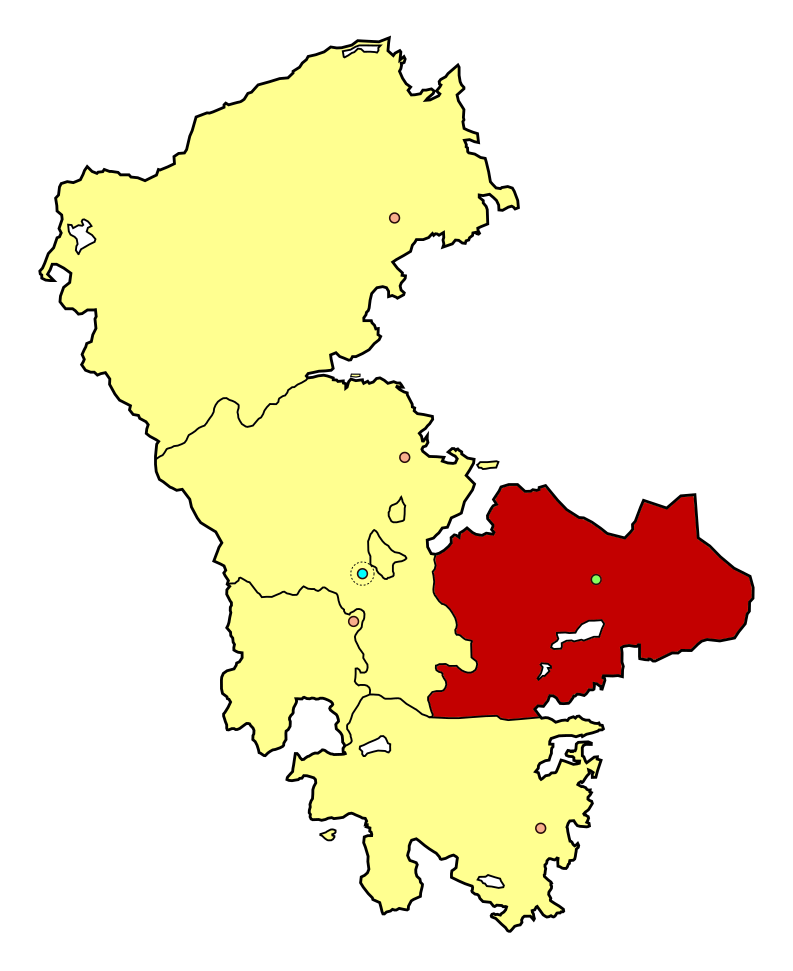

Il distretto di Martuni era uno dei cinque distretti nei quali era suddivisa l'Oblast' Autonoma del Nagorno Karabakh.

## Storia
L'oblast' venne ufficialmente creata il 7 luglio 1923. 
Nel 1928 la popolazione del distretto ammontava a 28.000 abitanti.